# Alstroemeria lutea
Alstroemeria lutea este o specie de plante monocotiledonate din genul Alstroemeria, familia Alstroemeriaceae, descrisă de Muñoz Schick. Conform Catalogue of Life specia Alstroemeria lutea nu are subspecii cunoscute.